# Parafia Matki Bożej Nieustającej Pomocy w Gorlicach - Gliniku Mariampolskim
Parafia Matki Bożej Nieustającej Pomocy w Gorlicach – Gliniku Mariampolskim – parafia znajdująca się w diecezji rzeszowskiej w dekanacie gorlickim. Erygowana w 1982. Mieści się przy ulicy 11 Listopada 89. Kościół parafialny murowany, zbudowany w latach 1980–1983.

## Historia parafii
W 1907 r. Spółka Akcyjna Galicyjskie Karpackie Naftowe Towarzystwo wybudowała kaplicę pod wezwaniem Matki Bożej Nieustającej Pomocy i sprowadziła Siostry Służebniczki Starowiejskie. Kaplica ta przetrwała do pierwszej wojny światowej.
W 1914 r. wraz z przedszkolem została doszczętnie zniszczona. W tym też roku ówczesna dyrekcja zakładów przekazała na kaplicę, mieszkanie Sióstr i ochronkę, budynek zastępczy, który 23 grudnia 1923 roku został poświęcony jako obiekt sakralny.
W 1936 r. przystąpiono do budowy nowej kaplicy. Do 1939 r. wybudowano mury pod sklepienie. Wojna jednak przerwała prace budowlane i częściowo uległy zniszczeniu mury kościoła. W latach 1957–1958 w związku z rozbudową zakładu, mury świątyni musiały ulec rozbiórce. Rolę kaplicy parafialnej spełniała mała kaplica będąca w obrębie rozbudowującego się zakładu Fabryki Maszyn Wiertniczych i Górniczych.
W 1955 r. rozpoczęto usilne starania o zezwolenie na budowę nowej świątyni. 17 grudnia 1958 roku biskup tarnowski erygował w Gliniku wikarię parafialną w prawach częściowo zrównaną z parafią. 11 lutego 1977 roku, w liturgiczne wspomnienie Matki Bożej z Lourdes, parafia otrzymała zezwolenie na budowę świątyni. W latach 1977–1980 gromadzono materiały budowlane, sporządzano plan architektoniczny i projekty branżowe. 08 czerwca 1979 roku Ojciec Święty Jan Paweł II przebywając w Nowym Targu dokonał poświęcenia kamienia węgielnego pod budowę nowego kościoła. 14 maja 1981 roku bp Jerzy Ablewicz, ordynariusz tarnowski, dokonał wmurowania kamienia węgielnego. 22 grudnia 1980 roku decyzją kurii biskupiej w Tarnowie została erygowana parafia w Gorlicach-Gliniku pod wezwaniem Matki Bożej Nieustającej Pomocy.
Pierwszym proboszczem został ks. Józef Micek – budowniczy świątyni. 20 kwietnia 1986 roku bp Piotr Bednarczyk, sufragan tarnowski, dokonał poświęcenia dzwonów wykonanych w firmie ludwisarskiej Felczyńskiego w Przemyślu.
17 października 1993 roku bp Kazimierz Górny, ordynariusz rzeszowski, dokonał konsekracji kościoła i ołtarza. W ołtarzu zostały umieszczone relikwie bł. Karoliny Kózkówny, Dziewicy i Męczennicy.
Od początku istnienia parafia należała do diecezji tarnowskiej po reorganizacji diecezji od 25 marca 1992 r. parafia została włączona do diecezji rzeszowskiej (nowo powstałej).

## Proboszczowie
- ks. Józef Micek, 1980–1994 (pierwszy proboszcz; wcześniej rektor)
- ks. Józef Makowski, 1994–2009
- ks. Marek Urban, od 2009[1][2][3]

## Oficjalne kanały
- Strona internetowa parafii p.w. Matki Bożej Nieustającej Pomocy w Gorlicach
- Oficjalny profil na Facebooku